# Нагпур
Нагпу́р (маратхи नागपूर) — город в центральной Индии, в штате Махараштра. Расположен на реке Наг. Нагпур — быстро растущий мегаполис. Это третий по численности населения город штата Махараштра (после Мумбаи и Пуны), образующий 13-ю по величине городскую агломерацию Индии. Важный промышленный и политический центр.
Нагпур — место проведения зимней сессии Законодательного собрания штата Махараштра. Также в Нагпуре располагается штаб-квартира индийской националистической организации Раштрия сваямсевак сангх и движения буддийского возрождения — Буддистское движение Далит.
Согласно исследованию ABP News-Ipsos, Нагпур является лучшим городом Индии по качеству жизни, экологичности, степени развитости общественного транспорта и систем здравоохранения.

## Этимология
По мнению Б. Р. Амбедкара, название города и реки Наг, протекающей через город, восходят к народу «наг».
Наги жестоко преследовались арийскими племенами. Свидетельства преследования нагов найдены в Пуранах. Эти преследования способствовали распространению среди нагов учения Будды Шакьямуни. Благодаря нагам буддийское учение быстро распространилось по всей Индии.
Слог «пур» в названии города означает «город» во многих индийских языках.

## История
Город основан в начале XVIII века и вскоре вошёл в коалицию маратхских княжеств, будучи столицей государства, управлявшегося раджами из маратхской династии Бхонсле; в 1853 последнее было аннексировано Британской империей, и город стал одним из важнейших центров колониальной Индии, столицей Центральных провинций. Во второй половине XIX века в Нагпуре получила развитие хлопчатобумажная промышленность; в 1877 здесь имела место первая в Индии забастовка фабричных рабочих. В 1950—1956 Нагпур — столица штата Мадхья-Прадеш.

## Физико-географическая характеристика
Нагпур расположен на плоскогорье Декан в географическом центре полуострова Индостан. В городе находится камень, обозначающий нулевой километр, который использовался британской колониальной администрацией для подсчёта всех расстояний внутри Индийского субконтинента.
Средняя высота города над уровнем моря — 310,5 м. В геологическом плане поверхность города выстлана аллювиальными отложениями реки Канхан. В южной части города имеются выходы на поверхность кристаллических метаморфических пород — гнейсов, сланцев и гранита. В северной части — желтоватых песчаников и глин. В Нагпуре имеется много естественных и искусственных озёр. Крупнейшее из них — озеро Амбазари. Озёра Сонегаон и Гандхисагар искусственные. Реки Наг, Пилли Нади, а также ручьи дренируют территорию города на озере Гандхисагар.

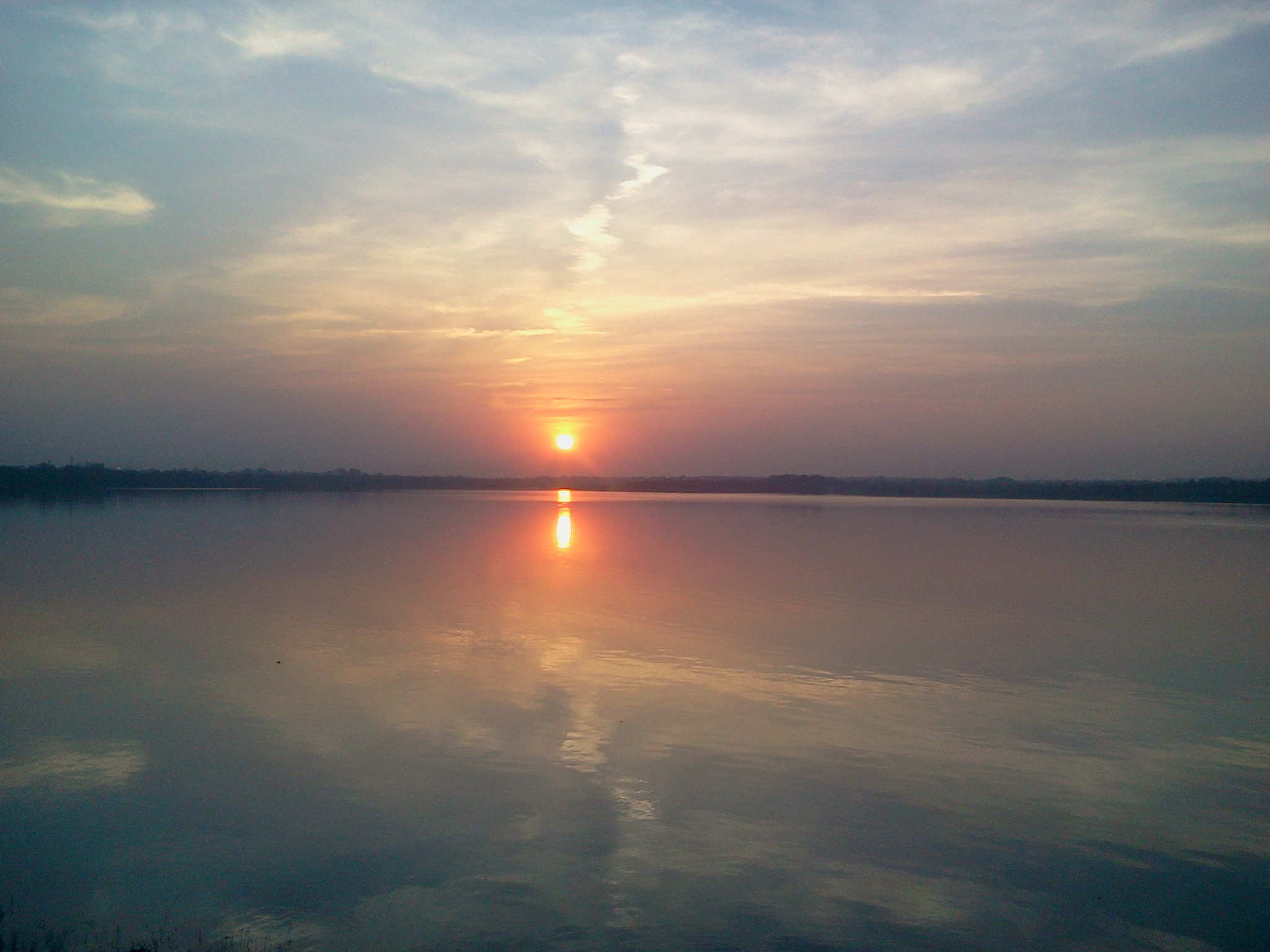
Закат

Нагпур является одним из наиболее экологически чистых городов Индии.
Климат
Климат Нагпура тропический климат саванн (Классификация климатов Кёппена). С июня по сентябрь длится муссонный сезон. Летом, длящимся с марта по июнь, очень жарко. Наиболее жарким месяцем является май. Зима длится с ноября по январь. В течение зимы температуры редко опускаются ниже 10 °C.
| Показатель                    | Янв. | Фев. | Март | Апр. | Май  | Июнь | Июль | Авг. | Сен. | Окт. | Нояб. | Дек. | Год   |
| ----------------------------- | ---- | ---- | ---- | ---- | ---- | ---- | ---- | ---- | ---- | ---- | ----- | ---- | ----- |
| Абсолютный максимум, °C       | 34,1 | 36,8 | 41,4 | 45,8 | 49,0 | 46,4 | 38,5 | 35,8 | 38,0 | 37,1 | 35,4  | 33,5 | 49,0  |
| Средний суточный максимум, °C | 28,7 | 31,2 | 36,2 | 40,7 | 42,4 | 37,5 | 31,6 | 30,5 | 32,3 | 32,7 | 30,4  | 28,1 | 33,53 |
| Средняя температура, °C       | 20,8 | 23,2 | 27,7 | 32,5 | 35,1 | 31,9 | 27,9 | 27,1 | 27,7 | 26,4 | 23,0  | 20,4 | 26,98 |
| Средний суточный минимум, °C  | 12,9 | 15,1 | 19,2 | 24,3 | 27,8 | 26,3 | 24,1 | 23,6 | 23,1 | 20,0 | 15,5  | 12,6 | 20,37 |
| Абсолютный минимум, °C        | 6,3  | 7,9  | 9,9  | 17,3 | 20,6 | 20,8 | 19,3 | 20,5 | 16,4 | 12,4 | 6,8   | 3,4  | 3,4   |
| Норма осадков, мм             | 16   | 22   | 15   | 8    | 18   | 168  | 290  | 291  | 157  | 73   | 17    | 19   | 1094  |
| Источник:                     |      |      |      |      |      |      |      |      |      |      |       |      |       |

## Население
Динамика численности населения города по годам:
| 1981      | 1991      | 2001      | 2011      |
| --------- | --------- | --------- | --------- |
| 1 219 500 | 1 664 000 | 2 129 500 | 2 405 421 |

| Религии в Нагпуре                           | Религии в Нагпуре | Религии в Нагпуре | Религии в Нагпуре | Религии в Нагпуре |
| Религия                                     |                   |                   | Процент           |                   |
| ------------------------------------------- | ----------------- | ----------------- | ----------------- | ----------------- |
| индуизм                                     |                   |                   | 69.46 %           |                   |
| буддизм                                     |                   |                   | 15.57 %           |                   |
| ислам                                       |                   |                   | 11.95 %           |                   |
| христианство                                |                   |                   | 1.15 %            |                   |
| джайнизм                                    |                   |                   | 0.90 %            |                   |
| другие†                                     |                   |                   | 0.78 %            |                   |
| Distribution of religions †Включая сикхизм. |                   |                   |                   |                   |

Согласно переписи населения 2011 года населения Нагпура составило 2 405 421 человек, население городской агломерации 2 523 911 человек. Соотношение полов 961 женщина к 1000 мужчин, 9,9 % населения составляют дети младше 6 лет. Уровень грамотности — 93,13 %. Основные языки — хинди и маратхи.
Основные религии — индуизм, буддизм, ислам и христианство (69,46 %, 15,57 %, 11,95 % и 1,15 % населения соответственно).

## Экономика
Нагпур является одним из главных центров индийской хлопчатобумажной промышленности (очистка хлопка, хлопкопрядильная промышленность и хлопкоткачество). Благодаря выгодному экономико-географическому положению развита торговля. Машиностроение (производство холодильников и др.), стекольная, керамическая, бумажная и полиграфическая промышленность. Различные ремёсла (особенно развито кустарное производство шёлковых тканей, широко применяются золотые и серебряные нити). В окрестностях города — добыча марганцевых руд, выращивание апельсинов.

## Достопримечательности

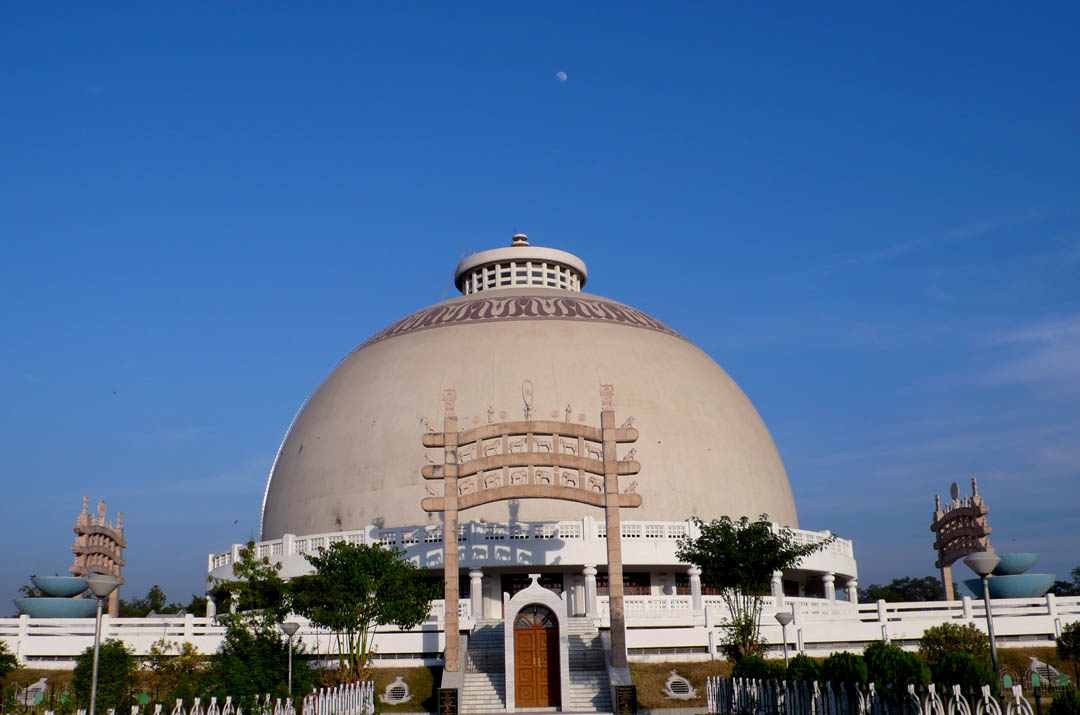
Одна из достопримечательностей города — буддийский храм Дикшабхуми

Город располагает университетом (основан в 1923), археологическим музеем, зоопарком. Главная архитектурная и историческая достопримечательность — форт Ситабалди (построен в 1818, включает мемориал антибританского движения в Индии). Близ города — озеро Амбазари, место отдыха нагпурцев.